# Tāzehābād (ort i Mazandaran)
Tāzehābād (persiska: تازِهابادِ بُستان خِيل, Tāzehābād-e Bostān Kheyl, تازه آباد) är en ort i Iran.   Den ligger i provinsen Mazandaran, i den norra delen av landet, 200 km nordost om huvudstaden Teheran. Tāzehābād ligger 10 meter över havet och antalet invånare är 357.
Terrängen runt Tāzehābād är platt åt nordväst, men åt sydost är den kuperad. Runt Tāzehābād är det ganska tätbefolkat, med 72 invånare per kvadratkilometer. Närmaste större samhälle är Nekā, 4,7 km sydost om Tāzehābād. Trakten runt Tāzehābād består till största delen av jordbruksmark.